# 黒部市吉田科学館
黒部市吉田科学館（くろべしよしだかがくかん、KUROBE YOSHIDA SCIENCE MUSEUM）は、富山県黒部市吉田にある黒部市立の科学館である。

## 概要
黒部市立村椿小学校が現在地へ移転したことに伴い、その跡地に吉田工業（現・YKK）からの寄付3億円を基金に、総工費6億2,000万円かけて建設し、1986年6月19日にオープンした（当初は5月5日開館の予定であった）。
鉄筋コンクリート平屋建てで、プラネタリウム（ドーム直径20m（オープン当初は日本海側最大規模であった）、投映恒星400,000個、MS-20AT）を中心に回りを付属施設が囲む外観となっている。建物は第17回富山県建築賞に入選している。
その他、黒部天文同好会による天文教室などの教室も開催している。
2016年4月29日にはプラネタリウムがリニューアルオープンした。
また、魚津市立西部中学校で使用されていたプラネタリウムの投影機も保存されている。